# قبيلة آسارو

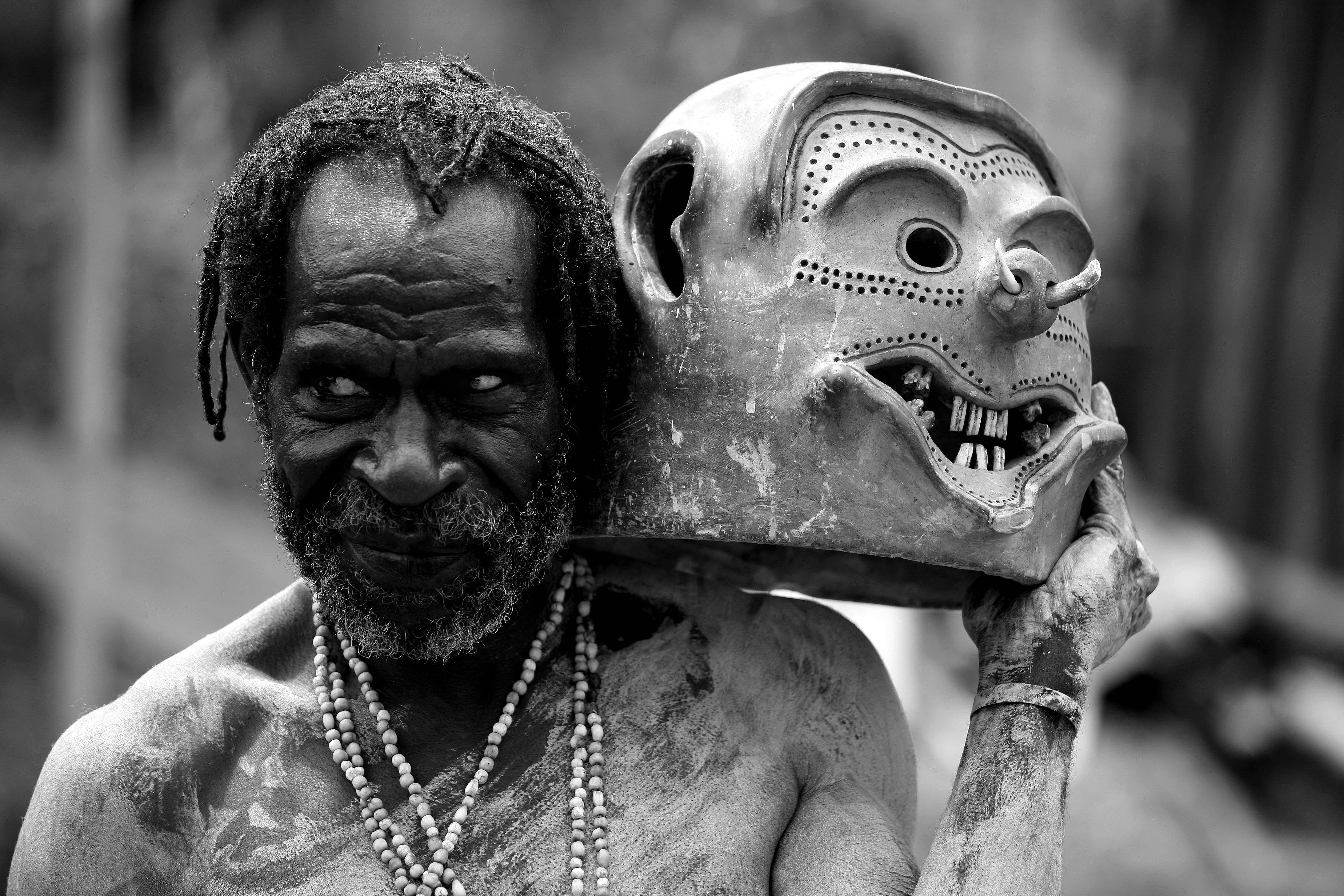
شعب قبيلة رجال الطين

قبيلة آسارو أو كما يطلق عليها بالإنجليزية " Asaro Mudmen " ، تعرف بقبيلة رجال الطين ، تتواجد في غابة كوانتنق فالي شمال غرب جوروكا في بابوا بغينيا الجديدة ، وسميت بهذا الاسم ، لارتدائهم لقناع من الطين يخفى وجوههم 

## اسطورةقبيلة آسارو
تقول الاسطورة أن قبيلة آساروا كانت مطاردة من قبل عدو ، ومن أجل النجاة قرروا الاختباء في النهر ، وعندما خرجوا منه غطاهم الوحل ، حينها خاف أعداؤهم وهربوا ظناً منهم أنهم أرواح شريرة ، ومن هنا بدأت تستخدم قبيلة آسارو الأقنعة الطينية من أجل إخافة أعدائهم

## حياة شعب الآسارو اليوم

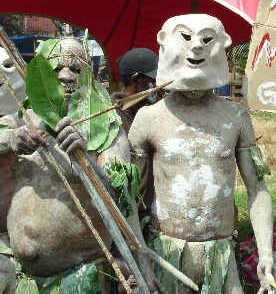
شعب قبيلة آسارو

شعب الآسارو هو شعب مسالم يرحب بالضيوف ويحسن ضيافتهم ، يقومون الاحتفالات والمهرجنات ، ولهم رقصات خاصة بهم